# Сото-дель-Реаль
Сото-дель-Реаль (ісп. Soto del Real) — муніципалітет в Іспанії, у складі автономної спільноти Мадрид. Населення — 9188 осіб (2022).
Муніципалітет розташований на відстані близько 38 км на північ від Мадрида.
На території муніципалітету розташовані такі населені пункти: (дані про населення за 2010 рік)
- Сото-дель-Реаль: 7653 особи
- Лос-Ранкахалес: 777 осіб
- Дееса-Бояль: 2 особи
- Сьєрро-де-Сан-Бартоломе: 2 особи

## Демографія
Динаміка населення (INE ):

## Галерея зображень

Розташування муніципалітету у автономній спільноті Мадрид
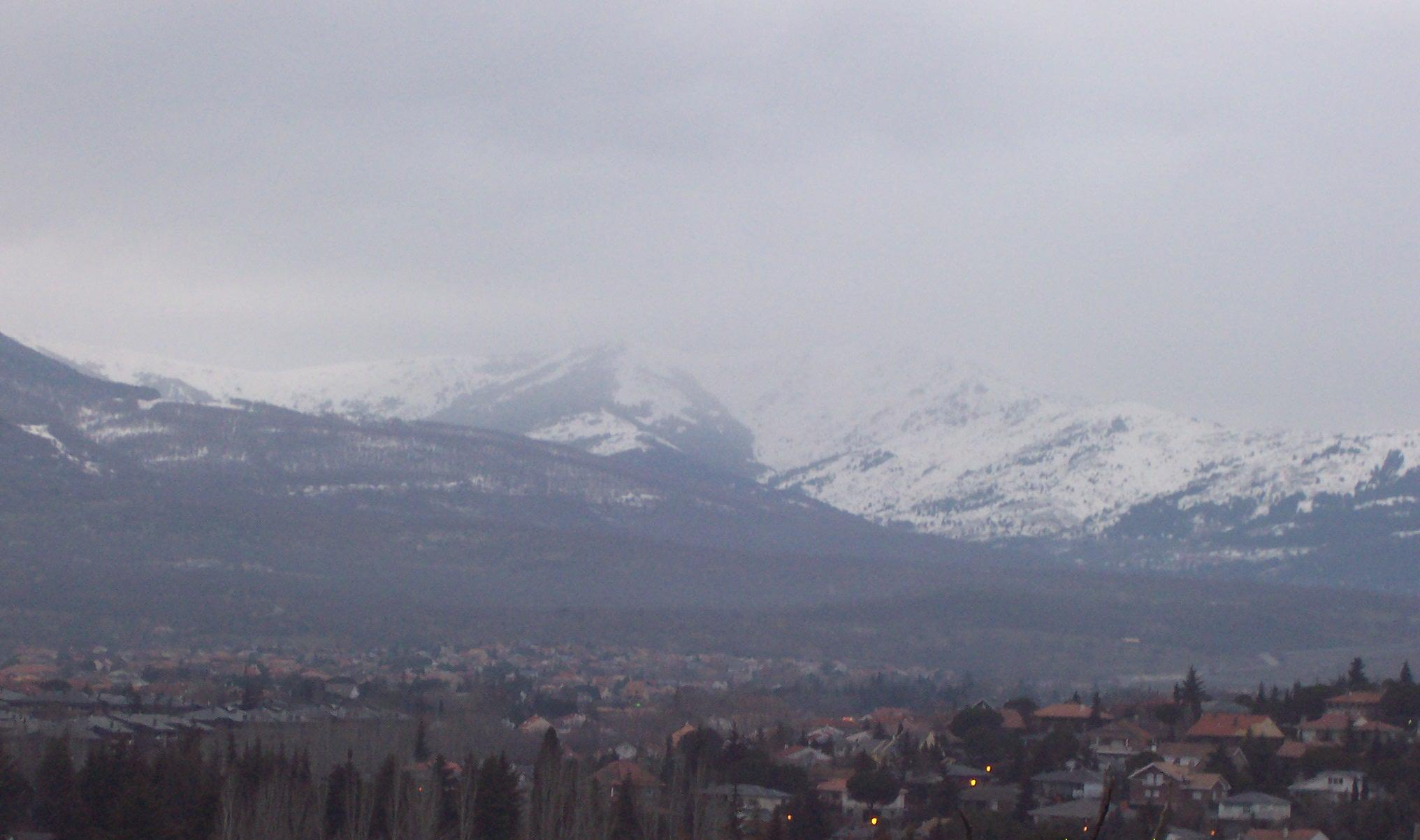
Сото-дель-Реаль
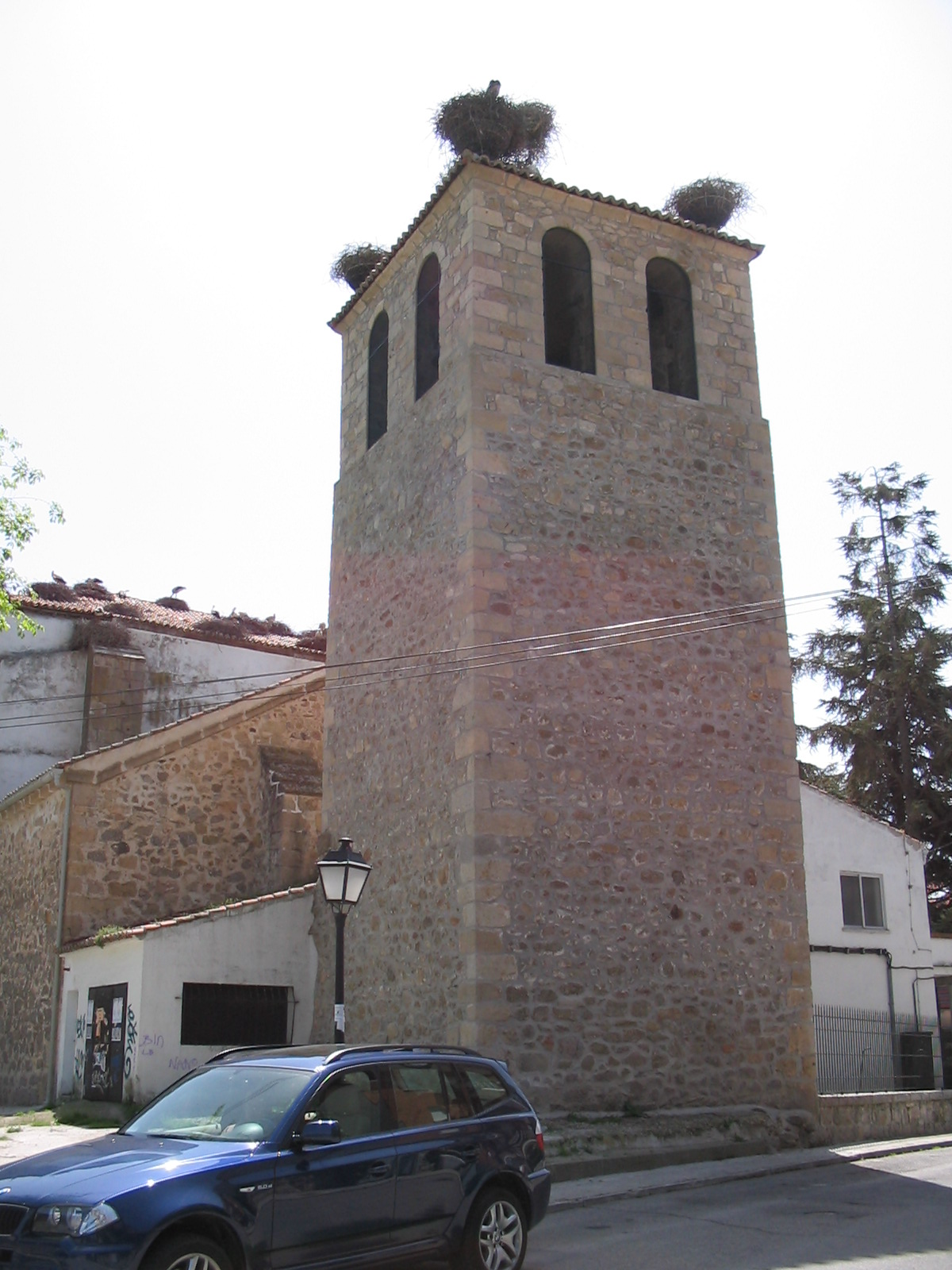
Парафіяльна церква Ла-Інмакулада-Консепсьйон
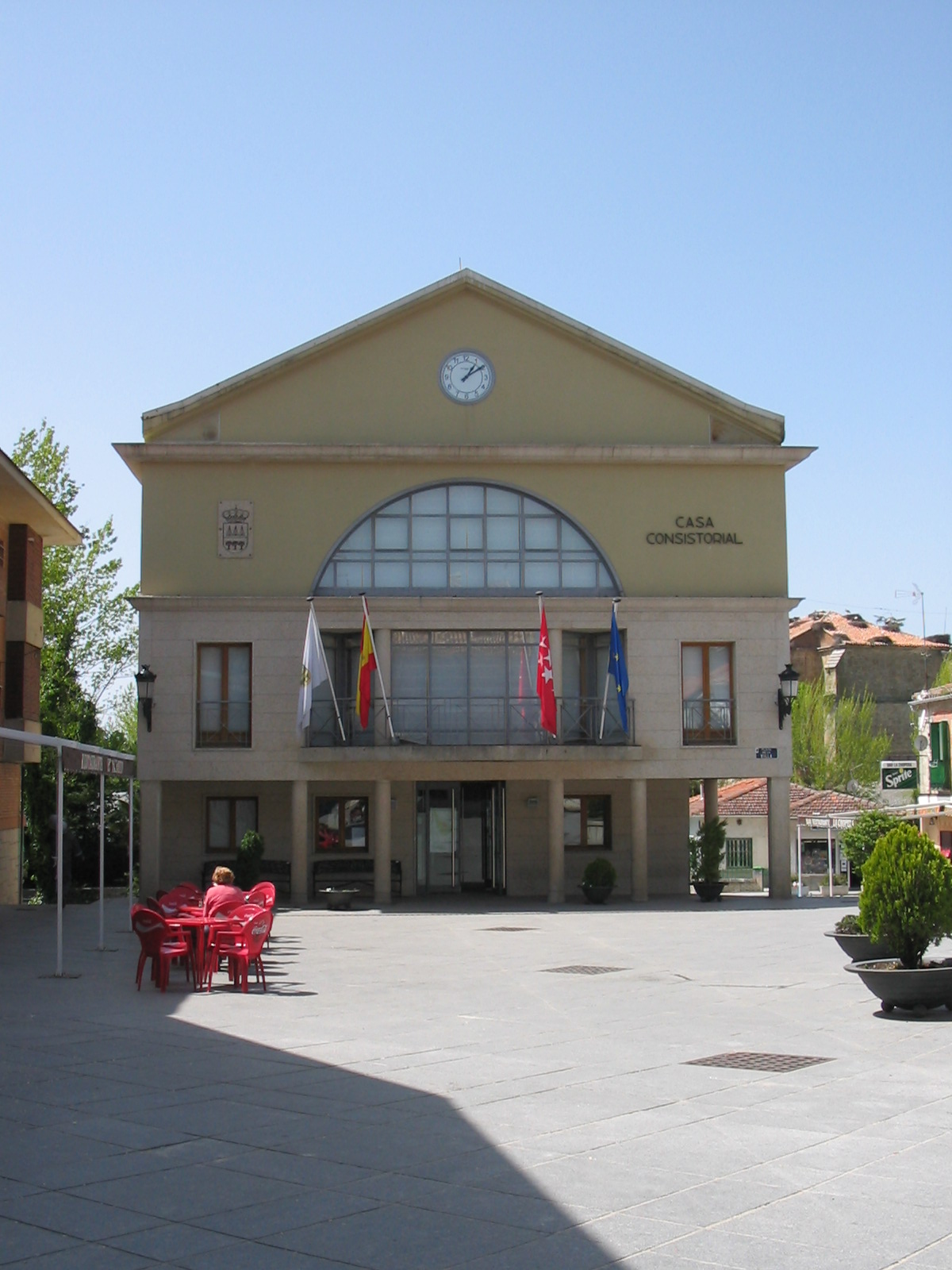
Муніципальна рада